# Latreillia metanesa
Latreillia metanesa is een krabbensoort uit de familie van de Latreilliidae. De wetenschappelijke naam van de soort is voor het eerst geldig gepubliceerd in 1982 door Williams.